# Concours Eurovision de la chanson 2006
Feel The Rhythm
- Pays participants qualifiés pour la finale
- Pays participants éliminés en demi-finale
- Pays non-participant autorisé à voter
- Pays ayant participé dans le passé

Kiev 2005 Helsinki 2007
Le Concours Eurovision de la chanson 2006 fut la cinquante-et-unième édition du concours. Il se déroula les jeudi 18 et samedi 20 mai 2006, à Athènes, en Grèce. Il fut remporté par la Finlande, avec la chanson Hard Rock Hallelujah, interprétée par le groupe Lordi. La Russie termina deuxième et la Bosnie-Herzégovine, troisième.

## Organisation
La Grèce, qui avait remporté l'édition 2005, se chargea de l’organisation de l’édition 2006.
Deux ans auparavant, Athènes avait accueilli les Jeux olympiques d’été. La capitale grecque disposait donc de nombreuses salles adéquates. Ce fut finalement l’Olympic Indoor Arena qui fut retenue.

## Pays participants
Trente-sept pays participèrent au cinquante-et-unième concours. 
L’Autriche et la Hongrie se retirèrent. L’Arménie fit ses débuts.
La Serbie-et-Monténégro devait initialement participer, mais une vive controverse éclata durant la procédure de sélection nationale. Il y eut des tensions entre les télédiffuseurs serbe et monténégrin et des divergences flagrantes dans l’attribution des points par les jurys, lors de la finale. Au terme de celle-ci, ce fut le groupe monténégrin No Name (qui avait déjà représenté le pays l’année précédente) qui l’emporta avec la chanson Moja ljubavi. Mais devant l’ampleur de la contestation interne, le pays décida de se retirer. Il conserva cependant le droit de voter durant la demi-finale et la finale.

## Format et thème
Le superviseur délégué sur place par l'UER fut Svante Stockselius.
Le slogan retenu fut « Feel The Rhythm » (« Ressens le rythme »). La volonté de la production était de montrer au public l’image d’une Grèce moderne, mais soucieuse de préserver son héritage historique. Le design de la scène et des animations fut confié à la compagnie athénienne Karamela, déjà responsable de l’identité visuelle des Jeux olympiques de 2004. L’inspiration fut trouvée dans les éléments éternels qui ont toujours composé la trame du paysage grec : la mer, le soleil, le sable et le vent.
Le logo générique demeura identique, mais la production lui adjoignit un logo secondaire, composé de cinq cercles concentriques de carrés multicolores. Ce logo secondaire s’inspirait du Disque de Phaistos, célèbre vestige archéologique de l’époque minoenne.
Le design de la scène s’inspirait d’un théâtre grec antique. Le podium était de forme circulaire et son sol était composé de multiples carrés. Chaque carré pouvait s’élever de façon indépendante et donner ainsi du relief au podium. Quatre rampes d’accès étaient placées sur le devant du podium. Le décor était composé quant à lui de six éléments mobiles et articulés, en forme de gradins. Ces éléments étaient faits d’écrans LED. L’arrière-fond avait l’apparence d’un ciel étoilé. Enfin, deux écrans géants circulaires étaient suspendus de part et d’autre de la scène.

## Présentateurs
Les présentateurs des deux soirées furent Maria Menounos et Sákis Rouvás. Ils s’exprimèrent en anglais et en français, ajoutant parfois quelques mots en grec.
Maria Menounos est une actrice américaine, d’origine grecque. Sákis Rouvás est un chanteur, qui avait déjà représenté son pays au concours, en 2004, à Istanbul, où il avait terminé troisième.

## Cartes postales
Les cartes postales étaient des vidéos, présentant la Grèce à la fois comme un pays d’histoire et de culture et une destination touristique moderne. Elles débutaient toutes par l’ouverture de volets bleus par un mannequin féminin.

## Demi-finale
La demi-finale eut lieu le jeudi  18 mai 2006 et dura près de deux heures et vingt-deux minutes.
Vingt-trois pays concoururent pour une des dix places en finale.
La chanson belge était donnée parmi les favorites, non seulement pour la qualification, mais aussi pour la victoire finale. La représentante belge, la chanteuse Kate Ryan, avait en effet déjà remporté de nombreux succès commerciaux, un peu partout en Europe. Ce fut donc un véritable choc pour les observateurs et pour la délégation belge, lorsqu’elle fut éliminée d'emblée. Durant la prestation de la candidate belge, la caméra fit un plan d’une seconde sur les jambes d’un technicien en coulisses.
La chanson irlandaise, Every Song Is a Cry for Love, interprétée par Brian Kennedy,  fut la millième chanson présentée au concours.

### Controverses
La participante islandaise, Silvia Night, suscita la controverse, durant toute la semaine des répétitions. Il s’agissait en réalité d’un personnage de diva extravagante créé et interprété par l’actrice Ágústa Eva Erlendsdóttir. Silvia Night passa ainsi son temps à se moquer ouvertement des autres concurrents, à traiter les journalistes avec le plus grand mépris et à émettre des commentaires déplaisants sur la Grèce et ses habitants. Elle alla jusqu’à accuser la participante suédoise, Carola, de vouloir l’empoisonner. Ce happening permanent fut cependant pris au premier degré par les médias et les organisateurs. La chanteuse fut conspuée à de nombreuses reprises durant les répétitions, puis accueillie sur scène par des sifflets et des huées d’une ampleur inédite.
Les représentants finlandais, le groupe Lordi, étaient un groupe de hard rock, dont les membres portaient des déguisements élaborés et des masques de monstres et de démons. Ils avaient pour règle de ne jamais se montrer à visage découvert en public. Lordi devint ainsi le premier groupe de hard rock et les premiers concurrents à se présenter entièrement masqués sur la scène du concours. Bien que la sélection nationale ait été décidée par télévote, la victoire de Lordi fut mal accueillie par l’opinion publique finlandaise. Le groupe fut accusé de promouvoir le satanisme et d’offrir une image négative du pays à l’étranger. Malgré les démentis formels de ses membres, la controverse ne s’éteignit pas et la délégation finlandaise reçut un accueil glacial des organisateurs grecs. Leur prestation marqua pourtant l’histoire du concours. La complexité des moyens requis (notamment pyrotechniques), des angles de vue nécessaires et des enchaînements de caméra nécessita une gestion entièrement informatisée. Ce fut ainsi la toute première fois qu’une prestation fut gérée de bout en bout par un ordinateur. Enfin, le groupe reçut un accueil mitigé de la part des commentateurs. La plupart se montrèrent sceptiques et traitèrent le groupe à la manière d’une vaste plaisanterie. Le commentateur belge, Jean-Pierre Hautier, alla jusqu’à dire : « Si ce groupe gagne, je veux bien me transformer en chauve-souris ! » Quant aux commentateurs français, Michel Drucker et Claudy Siar, ils eurent des mots tellement durs et firent des remarques tellement désobligeantes, qu’ils choquèrent les téléspectateurs français et les délégations étrangères sur place. Tous deux durent présenter des excuses publiques, après la finale.

### Ouverture
La demi-finale s’ouvrit sur un medley de chansons marquantes du concours, interprétées par des acteurs déguisés en divinités grecques antiques.
| Année | Pays        | Chanson                 | Place            | Interprète original         | Nouvel interprète             |
| ----- | ----------- | ----------------------- | ---------------- | --------------------------- | ----------------------------- |
| 2006  | Grèce       | Welcome To The Party    | Non participante | Ánna Víssi                  | Muses                         |
| 1958  | Italie      | Nel blu dipinto di blu  | 3e               | Domenico Modugno            | Zeus                          |
| 1967  | Luxembourg  | L'amour est bleu        | 4e               | Vicky Leandros              | Poséïdon                      |
| 1976  | Royaume-Uni | Save Your Kisses for Me | 1re              | Brotherhood of Man          | Hermès                        |
| 1981  | Royaume-Uni | Making Your Mind Up     | 1re              | Bucks Fizz                  | Athéna                        |
| 1978  | Israël      | A-Ba-Ni-Bi              | 1re              | Izhar Cohen & The Alphabeta | Héphaïstos                    |
| 1979  | Allemagne   | Dschinghis Khan         | 4e               | Dschinghis Khan             | Arès                          |
| 1998  | Israël      | Diva                    | 1re              | Dana International          | Aphrodite                     |
| 1974  | Suède       | Waterloo                | 1re              | ABBA                        | Charites                      |
| 2004  | Ukraine     | Wild Dances             | 1re              | Ruslana                     | Artémis                       |
| 2005  | Grèce       | My Number One           | 1re              | Helena Paparizou            | Ensemble                      |
| 1997  | Royaume-Uni | Love Shine a Light      | 1re              | Katrina and the Waves       | Maria Menounos & Sákis Rouvás |

Pour la conclusion du medley, les divinités se placèrent sur un élément surélevé du décor, de manière à former le décor d’un fronton. Les présentateurs entrèrent alors en scène, accompagnés d’un chœur d’enfants habillés de blanc et portant des globes lumineux. Ils chantèrent le dernier morceau, puis passèrent aux salutations et présentations d’usage.

### Pauses commerciales
Durant la première pause commerciale, fut montrée une vidéo sur les préparations du concours et la semaine des répétitions.
Durant la seconde pause, Maria Menounos et Sákis Rouvás discutèrent avec certains artistes, depuis la green room.

### Entracte
Le spectacle d'entracte débuta par la chanson I’m In Love With You, interprétée par Sákis Rouvás. S’ensuivit un ballet folklorique, reprenant des musiques et danses grecques traditionnelles, avec comme élément conducteur la flûte de Pan. Ce ballet avait été composé par Dimitris Papadimitriou et chorégraphié par Fokas Evangelinos.
L’entracte se conclut par la présentation des quatorze pays déjà qualifiés pour la finale.

### Vote
Les téléspectateurs votèrent par téléphone et par SMS pour leurs chansons préférées. Les votes ainsi exprimés furent agrégés en 1, 2, 3, 4, 5, 6, 7, 8, 10 et 12 points. Les résultats du vote ne furent révélés qu’après la finale du samedi, pour maintenir le suspense intact.
Le vote fut lancé par les médaillés d’or olympiques grecs Emilía Tsoúlfa et Dimosthénis Tampákos, au moyen d’un sablier géant aux couleurs du drapeau grec et de la phrase rituelle : « Europe, start voting now ! ». Le temps imparti pour le télévote fut conclu par un décompte des dix dernières secondes et la phrase « Stop voting ! ».
Les résultats furent révélés en direct par les présentateurs. Ils ouvrirent au hasard dix enveloppes bleues, renfermant les noms des dix pays qualifiés.

### Résultats
Durant l’annonce des résultats, la caméra fit systématiquement un plan sur les artistes qualifiés. Apparurent ainsi à l'écran et dans l'ordre : Dima Bilan, Elena Risteska, Hari Mata Hari, LT United, Lordi, Tina Karol, Brian Kennedy, Carola, Sibel Tüzün et André.
Dix pays se qualifièrent donc pour la finale : l’Arménie, la Bosnie-Herzégovine, la Finlande, l’Irlande, la Lituanie, la Macédoine, la Russie, la Suède, la Turquie et l’Ukraine. La demi-finale se conclut par la montée sur scène et l’acclamation des dix nouveaux finalistes. Les treize pays non qualifiés conservèrent leur droit de vote pour la finale.
| Ordre | Pays               | Artiste(s)                 | Chanson                      | Langue(s)                                    | Place | Points |
| ----- | ------------------ | -------------------------- | ---------------------------- | -------------------------------------------- | ----- | ------ |
| 01    | Arménie            | André                      | Without Your Love            | Anglais                                      | 6     | 150    |
| 02    | Bulgarie           | Mariana Popova             | Let Me Cry                   | Anglais                                      | 17    | 36     |
| 03    | Slovénie           | Anžej Dežan                | Mr Nobody                    | Anglais                                      | 16    | 49     |
| 04    | Andorre            | Jenny                      | Sense tu                     | Catalan                                      | 23    | 8      |
| 05    | Biélorussie        | Polina Smolova             | Mum                          | Anglais                                      | 22    | 10     |
| 06    | Albanie            | Luiz Ejlli                 | Zjarr e ftohtë               | Albanais                                     | 14    | 58     |
| 07    | Belgique           | Kate Ryan                  | Je t'adore                   | Anglais, français                            | 12    | 69     |
| 08    | Irlande            | Brian Kennedy              | Every song is a cry for love | Anglais                                      | 9     | 79     |
| 09    | Chypre             | Annet Artani               | Why angels cry               | Anglais                                      | 15    | 57     |
| 10    | Monaco             | Séverine Ferrer            | La Coco-Dance                | Français, tahitien                           | 21    | 14     |
| 11    | Macédoine          | Elena Risteska             | Ninanajna (Нинанајна)        | Anglais, macédonien                          | 10    | 76     |
| 12    | Pologne            | Ich Troje feat. Real McCoy | Follow My Heart              | Polonais, anglais, allemand, espagnol, russe | 11    | 70     |
| 13    | Russie             | Dima Bilan                 | Never Let You Go             | Anglais                                      | 3     | 217    |
| 14    | Turquie            | Sibel Tüzün                | Süper star                   | Turc                                         | 8     | 91     |
| 15    | Ukraine            | Tina Karol                 | Show Me Your Love            | Anglais                                      | 7     | 146    |
| 16    | Finlande           | Lordi                      | Hard Rock Hallelujah         | Anglais                                      | 1     | 292    |
| 17    | Pays-Bas           | Treble                     | Amambanda                    | Imaginaire, anglais                          | 20    | 22     |
| 18    | Lituanie           | LT United                  | We Are the Winners           | Anglais, français                            | 5     | 163    |
| 19    | Portugal           | Nonstop                    | Coisas de nada               | Portugais, anglais                           | 19    | 26     |
| 20    | Suède              | Carola                     | Invincible                   | Anglais                                      | 4     | 214    |
| 21    | Estonie            | Sandra Oxenryd             | Through My Window            | Anglais                                      | 18    | 28     |
| 22    | Bosnie-Herzégovine | Hari Mata Hari             | Lejla                        | Bosnien                                      | 2     | 267    |
| 23    | Islande            | Silvia Night               | Congratulations              | Anglais                                      | 13    | 62     |

## Finale
La finale eut lieu le samedi 20 mai 2006 et dura près de trois heures et dix minutes.
Vingt-quatre pays concoururent pour la victoire.
Les deux favorites pour la victoire étaient des superstars dans leur pays. Elles avaient déjà participé à deux reprises au concours et étaient toutes deux déterminées à l’emporter. Il s’agissait de la représentante suédoise Carola (troisième en 1983, gagnante en 1991) et de la représentante grecque Ánna Víssi (treizième en 1980, cinquième en 1982). Elles terminèrent respectivement cinquième et neuvième.
Initialement, la chanson française sélectionnée était Vous, c’est nous, écrite et composée par Corneille. Les responsables de la télévision publique française ne s’en montrèrent pas satisfaits et demandèrent au chanteur, une nouvelle composition. C’est ainsi que fut finalement choisi, Il était temps.

### Ouverture
La finale s’ouvrit sur un ballet dansé, symbolisant la naissance de la Grèce. La chanteuse Foteini Darra interpréta The Song of Life, tandis que les danseurs et les décors mimaient les éléments créateurs (la mer, le vent, le soleil).
À la fin du ballet, les présentateurs surgirent dans les airs, suspendus à des filins. Ils atterrirent sur la scène et saluèrent le public. Ils introduisirent immédiatement la gagnante de l’année précédente, Helena Paparizou, qui reprit sa chanson victorieuse, My Number One.

### Pauses commerciales
Durant la première pause commerciale, fut montrée une vidéo sur les préparatifs du concours.
Durant la seconde pause, Maria Menounos discuta avec certains participants, depuis la green room.

### Entracte
Le spectacle d'entracte débuta sur la chanson Mambo!, interprétée par Helena Paparizou. S'ensuivit un ballet contemporain intitulé 4000 mille ans de musique grecque et qui retraçait l'histoire de la culture musicale du pays hôte. Ce ballet avait également été composé par Dimitris Papadimitriou et chorégraphié par Fokas Evangelinos.

### Vote
Les téléspectateurs votèrent par téléphone et par SMS pour leurs chansons préférées. Les votes ainsi exprimés furent agrégés en 1, 2, 3, 4, 5, 6, 7, 8, 10 et 12 points.
Pour la première fois depuis 1974, l’ordre de passage des pays durant la procédure de vote fut déterminé par tirage au sort. En outre, cette procédure connut son premier changement majeur depuis 1980. Afin d’en réduire la durée et de la rendre plus dynamique, il fut décidé que les points de 1 à 7 s’afficheraient automatiquement sur le tableau de vote. Les porte-paroles, contactés par satellite, se contenteraient ensuite d’énoncer les trois résultats principaux : les "huit", "dix" et "douze points".
Le vote fut lancé par Nana Mouskouri au moyen d’un sablier géant et de la phrase rituelle : « Europe, start voting now ! ». Le temps imparti pour le télévote fut conclu par un décompte des dix dernières secondes et la phrase « Stop voting ! ».
Durant la procédure, plusieurs porte-paroles se firent remarquer. Le porte-parole slovène, par le biais d’un t-shirt imprimé, demanda Maria Menounos en mariage. La porte-parole belge montra à l’écran un carton sur lequel il était écrit : « We ♥ Kate Ryan ». La porte-parole serbo-monténégrine salua les présentateurs de ces mots : « So, as you know, we don't have a song for you this year, but we promise that next year we will give you the best one. », ce qui se révéla assez prophétique, puisque l'année suivante, la Serbie remporta le concours avec la chanson Molitva. Le porte-parole chypriote débuta par : « Good evening, Athens ! This is Nicosia calling, unfortunalety the only divided capital left in Europe. » Enfin, le porte-parole allemand apparut à l’écran dans un costume de cow-boy et juché sur un poney. Ce fut la première fois de l’histoire du concours qu’un animal vivant fut employé comme accessoire.
Mais ce fut le porte-parole néerlandais, Paul de Leeuw, qui monopolisa toute l’attention. Il commença par s’affranchir du règlement, en énonçant à voix haute tous les résultats de son pays. Ensuite, il entreprit de se moquer de Sákis Rouvás, en estropiant son prénom, en émettant un commentaire sur sa veste, en lui faisant des clins d’œil. Il alla jusqu’à lui proposer de lui communiquer son numéro de téléphone portable. Rouvás lui répondit alors que ce dernier devait commencer par 69. De Leeuw esquiva l’allusion et lui donna en direct le numéro en question, avant d’annoncer les "douze points" néerlandais.
Lors de la mise en communication des présentateurs avec le porte-parole chypriote, l’écran afficha le drapeau suisse et la mention « Bern, Switzerland », à la place de « Nicosia, Cyprus ».
Durant le vote, la caméra fit systématiquement un plan sur les participants qui recevaient "douze points". Apparurent ainsi à l'écran Hari Mata Hari, les Las Ketchup, Arsenium et Natalia Gordienko, Lordi, Dima Bilan, Tina Karol, André, LT United, Six4one, Ánna Víssi, Sibel Tüzün, Mihai Trăistariu et Severina.
Dès le deuxième vote, le vote andorran, la Finlande s’empara de la tête et mena ensuite jusqu’à la fin.

### Résultats
Ce fut la première victoire de la Finlande au concours. Ce fut la première fois qu’une chanson de hard rock remporta la victoire et la première fois qu’un pays victorieux obtint le même résultat en demi-finale et en finale.
Deux records furent battus ce soir-là.
- Premièrement, celui du plus long intervalle de temps écoulé entre une première participation et une première victoire. Le record était jusque-là détenu par la Grèce. Trente-et-un ans séparèrent ses débuts en 1974 et sa première victoire en 2005. La Finlande, elle, dut attendre quarante-cinq ans pour remporter le concours, ayant participé pour la première fois en 1961[3]. Jusque-là, le meilleur résultat obtenu par le pays avait été la sixième place de Marion Rung, en 1973.
- Deuxièmement, celui du score le plus important. Le record précédent était détenu par l’Ukraine, qui avait obtenu 280 points en 2004. La Finlande, elle, obtint 292 points. Il fallut attendre 2009 pour que ce record soit à nouveau surpassé : la Norvège obtint alors 387 points[2].

Lordi reçut le trophée de la victoire des mains de Helena Paparizou, gagnante de l’année précédente. Après le concours, Hard Rock Hallelujah remporta un certain succès commercial.
Enfin, ce fut la toute première fois que la Lituanie reçut "douze points", après douze années de participation.
| Ordre | Pays               | Artiste(s)                                   | Chanson                                   | Langue(s)           | Place | Points |
| ----- | ------------------ | -------------------------------------------- | ----------------------------------------- | ------------------- | ----- | ------ |
| 01    | Suisse             | Six4one                                      | If We All Give a Little                   | Anglais             | 16    | 30     |
| 02    | Moldavie           | Arsenium feat. Natalia Gordienko & Connect-R | Loca                                      | Anglais, espagnol   | 20    | 22     |
| 03    | Israël             | Eddie Butler                                 | Together We Are One (Ze hazman) (זה הזמן) | Hébreu, anglais     | 23    | 4      |
| 04    | Lettonie           | Cosmos                                       | I Hear Your Heart                         | Anglais             | 16    | 30     |
| 05    | Norvège            | Christine Guldbrandsen                       | Alvedansen                                | Norvégien           | 14    | 36     |
| 06    | Espagne            | Las Ketchup                                  | Un Bloody Mary                            | Espagnol            | 21    | 18     |
| 07    | Malte              | Fabrizio Faniello                            | I Do                                      | Anglais             | 24    | 1      |
| 08    | Allemagne          | Texas Lightning                              | No No Never                               | Anglais             | 14    | 36     |
| 09    | Danemark           | Sidsel Ben Semmane                           | Twist of Love                             | Anglais             | 18    | 26     |
| 10    | Russie             | Dima Bilan                                   | Never Let You Go                          | Anglais             | 2     | 248    |
| 11    | Macédoine          | Elena Risteska                               | Ninanajna (Нинанајна)                     | Macédonien, anglais | 12    | 56     |
| 12    | Roumanie           | Mihai Trăistariu                             | Tornerò                                   | Anglais, italien    | 4     | 172    |
| 13    | Bosnie-Herzégovine | Hari Mata Hari                               | Lejla                                     | Bosnien             | 3     | 229    |
| 14    | Lituanie           | LT United                                    | We Are the Winners                        | Anglais, français   | 6     | 162    |
| 15    | Royaume-Uni        | Daz Sampson                                  | Teenage Life                              | Anglais             | 19    | 25     |
| 16    | Grèce H T          | Ánna Víssi                                   | Everything                                | Anglais             | 9     | 128    |
| 17    | Finlande           | Lordi                                        | Hard Rock Hallelujah                      | Anglais             | 1     | 292    |
| 18    | Ukraine            | Tina Karol                                   | Show Me Your Love                         | Anglais             | 7     | 145    |
| 19    | France             | Virginie Pouchain                            | Il était temps                            | Français            | 22    | 5      |
| 20    | Croatie            | Severina                                     | Moja štikla                               | Croate              | 12    | 56     |
| 21    | Irlande            | Brian Kennedy                                | Every Song Is a Cry for Love              | Anglais             | 10    | 93     |
| 22    | Suède              | Carola                                       | Invincible                                | Anglais             | 5     | 170    |
| 23    | Turquie            | Sibel Tüzün                                  | Süper star                                | Turc                | 11    | 91     |
| 24    | Arménie            | André                                        | Without Your Love                         | Anglais             | 8     | 129    |

## Anciens participants
| Artiste                                | Pays     | Année(s) précédente(s)       |
| -------------------------------------- | -------- | ---------------------------- |
| Eddie Butler                           | Israël   | 1999 (comme membre de Eden)  |
| Carola                                 | Suède    | 1983, 1991 (vainqueur)       |
| Fabrizio Faniello                      | Malte    | 2001                         |
| Ich Troje                              | Pologne  | 2003                         |
| Viktoras Diawara (membre de LT United) | Lituanie | 2001 (comme membre de SKAMP) |
| Ánna Víssi                             | Grèce    | 1980, 1982 (pour Chypre)     |

## Tableaux des votes

### Demi-finale
| Méthode de vote : - 100 % télévote - 100 % jury   | Méthode de vote : - 100 % télévote - 100 % jury | Points attribués     | Points attribués       | Points attribués       | Points attribués  | Points attribués | Points attribués     | Points attribués       | Points attribués     | Points attribués  | Points attribués  | Points attribués                | Points attribués      | Points attribués     | Points attribués      | Points attribués     | Points attribués       | Points attribués     | Points attribués       | Points attribués    | Points attribués    | Points attribués     | Points attribués                 | Points attribués     | Points attribués       | Points attribués    | Points attribués       | Points attribués      | Points attribués                | Points attribués      | Points attribués | Points attribués     | Points attribués       | Points attribués     | Points attribués       | Points attribués     | Points attribués       | Points attribués | Points attribués    | Points attribués |
| ------------------------------------------------- | ----------------------------------------------- | -------------------- | ---------------------- | ---------------------- | ----------------- | ---------------- | -------------------- | ---------------------- | -------------------- | ----------------- | ----------------- | ------------------------------- | --------------------- | -------------------- | --------------------- | -------------------- | ---------------------- | -------------------- | ---------------------- | ------------------- | ------------------- | -------------------- | -------------------------------- | -------------------- | ---------------------- | ------------------- | ---------------------- | --------------------- | ------------------------------- | --------------------- | ---------------- | -------------------- | ---------------------- | -------------------- | ---------------------- | -------------------- | ---------------------- | ---------------- | ------------------- | ---------------- |
| Méthode de vote : - 100 % télévote - 100 % jury   | Méthode de vote : - 100 % télévote - 100 % jury | Drapeau de l'Arménie | Drapeau de la Bulgarie | Drapeau de la Slovénie | Drapeau d'Andorre |                  | Drapeau de l'Albanie | Drapeau de la Belgique | Drapeau de l'Irlande | Drapeau de Chypre | Drapeau de Monaco | Drapeau de la Macédoine du Nord | Drapeau de la Pologne | Drapeau de la Russie | Drapeau de la Turquie | Drapeau de l'Ukraine | Drapeau de la Finlande | Drapeau des Pays-Bas | Drapeau de la Lituanie | Drapeau du Portugal | Drapeau de la Suède | Drapeau de l'Estonie | Drapeau de la Bosnie-Herzégovine | Drapeau de l'Islande | Drapeau de la Roumanie | Drapeau du Danemark | Drapeau de la Lettonie | Drapeau de la Croatie | Drapeau de Serbie-et-Monténégro | Drapeau de la Norvège | Drapeau de Malte | Drapeau de la Suisse | Drapeau du Royaume-Uni | Drapeau de la France | Drapeau de l'Allemagne | Drapeau de l'Espagne | Drapeau de la Moldavie | Drapeau d’Israël | Drapeau de la Grèce | Total            |
| Pays                                              |                                                 |                      |                        |                        |                   |                  |                      |                        |                      |                   |                   |                                 |                       |                      |                       |                      |                        |                      |                        |                     |                     |                      |                                  |                      |                        |                     |                        |                       |                                 |                       |                  |                      |                        |                      |                        |                      |                        |                  |                     |                  |
| Arménie                                           |                                                 | 8                    | –                      | –                      | 7                 | 3                | 12                   | –                      | 12                   | –                 | –                 | 3                               | 12                    | 10                   | 7                     | –                    | 12                     | –                    | –                      | 3                   | –                   | –                    | –                                | 2                    | –                      | –                   | –                      | –                     | –                               | –                     | 3                | 3                    | 12                     | 7                    | 12                     | 2                    | 10                     | 10               | 150                 |                  |
| Bulgarie                                          | –                                               |                      | –                      | –                      | –                 | 8                | –                    | –                      | 8                    | –                 | 6                 | –                               | –                     | 1                    | –                     | –                    | –                      | –                    | 1                      | –                   | –                   | –                    | –                                | –                    | –                      | –                   | –                      | –                     | –                               | –                     | –                | –                    | 4                      | –                    | 5                      | –                    | –                      | 3                | 36                  |                  |
| Slovénie                                          | 2                                               | –                    |                        | –                      | 2                 | 7                | –                    | –                      | –                    | 3                 | 3                 | –                               | –                     | –                    | 2                     | 1                    | –                      | –                    | –                      | –                   | –                   | 7                    | –                                | –                    | –                      | –                   | 6                      | 7                     | –                               | 5                     | –                | –                    | –                      | –                    | –                      | –                    | 4                      | –                | 49                  |                  |
| Andorre                                           | –                                               | –                    | –                      |                        | –                 | –                | –                    | –                      | –                    | –                 | –                 | –                               | –                     | –                    | –                     | –                    | –                      | –                    | –                      | –                   | –                   | –                    | –                                | –                    | –                      | –                   | –                      | –                     | –                               | –                     | –                | –                    | –                      | –                    | 8                      | –                    | –                      | –                | 8                   |                  |
| Biélorussie                                       | –                                               | –                    | –                      | –                      |                   | –                | –                    | –                      | –                    | –                 | –                 | –                               | 6                     | –                    | 1                     | –                    | –                      | –                    | –                      | –                   | –                   | –                    | –                                | –                    | –                      | –                   | –                      | –                     | –                               | –                     | –                | –                    | –                      | –                    | –                      | 3                    | –                      | –                | 10                  |                  |
| Albanie                                           | 1                                               | –                    | 1                      | –                      | –                 |                  | –                    | –                      | –                    | –                 | 12                | –                               | 2                     | 3                    | –                     | –                    | –                      | –                    | –                      | 2                   | –                   | 5                    | –                                | –                    | –                      | –                   | 7                      | –                     | 3                               | –                     | 10               | 2                    | –                      | 3                    | –                      | –                    | –                      | 7                | 58                  |                  |
| Belgique                                          | –                                               | –                    | 5                      | 7                      | –                 | –                |                      | 5                      | 1                    | 6                 | –                 | 4                               | –                     | –                    | –                     | 3                    | 7                      | 2                    | 2                      | 5                   | 3                   | –                    | 4                                | –                    | 3                      | –                   | –                      | –                     | –                               | 7                     | –                | –                    | 3                      | –                    | 2                      | –                    | –                      | –                | 69                  |                  |
| Irlande                                           | –                                               | –                    | 3                      | –                      | –                 | 1                | 3                    |                        | –                    | 7                 | –                 | 2                               | 1                     | –                    | –                     | 4                    | 3                      | 4                    | 4                      | 1                   | 6                   | –                    | 2                                | –                    | 5                      | 4                   | –                      | 1                     | 6                               | 6                     | 2                | 8                    | –                      | –                    | –                      | 1                    | 5                      | –                | 79                  |                  |
| Chypre                                            | 7                                               | 2                    | –                      | –                      | 1                 | 4                | –                    | –                      |                      | 10                | –                 | –                               | –                     | –                    | 3                     | –                    | –                      | –                    | –                      | –                   | –                   | –                    | –                                | 4                    | –                      | –                   | –                      | –                     | –                               | 4                     | 1                | 7                    | –                      | 2                    | –                      | –                    | –                      | 12               | 57                  |                  |
| Monaco                                            | –                                               | –                    | –                      | 3                      | –                 | –                | –                    | –                      | –                    |                   | –                 | 1                               | –                     | –                    | –                     | –                    | –                      | –                    | –                      | –                   | 2                   | –                    | –                                | –                    | –                      | –                   | –                      | –                     | –                               | –                     | –                | –                    | 8                      | –                    | –                      | –                    | –                      | –                | 14                  |                  |
| Macédoine                                         | 8                                               | 5                    | 8                      | –                      | –                 | 12               | –                    | –                      | –                    | –                 |                   | –                               | –                     | 8                    | –                     | –                    | –                      | –                    | –                      | –                   | –                   | 10                   | –                                | 1                    | –                      | –                   | 8                      | 10                    | –                               | –                     | 6                | –                    | –                      | –                    | –                      | –                    | –                      | –                | 76                  |                  |
| Pologne                                           | 3                                               | –                    | –                      | –                      | 4                 | –                | 1                    | 7                      | –                    | –                 | –                 |                                 | 5                     | –                    | 10                    | –                    | 2                      | 8                    | –                      | –                   | –                   | –                    | 3                                | –                    | –                      | 3                   | –                      | –                     | 2                               | 1                     | –                | 1                    | 2                      | 6                    | 4                      | 4                    | 2                      | 2                | 70                  |                  |
| Russie                                            | 12                                              | 12                   | 4                      | 4                      | 12                | –                | 2                    | 4                      | 10                   | –                 | 5                 | 8                               |                       | 4                    | 12                    | 6                    | 1                      | 12                   | 7                      | 7                   | 10                  | 4                    | 6                                | 7                    | 1                      | 12                  | 3                      | 6                     | 4                               | 8                     | –                | –                    | –                      | 5                    | –                      | 12                   | 12                     | 5                | 217                 |                  |
| Turquie                                           | –                                               | 1                    | –                      | –                      | –                 | 6                | 8                    | –                      | –                    | –                 | 8                 | –                               | –                     |                      | –                     | –                    | 10                     | –                    | –                      | –                   | –                   | 12                   | –                                | 10                   | 6                      | –                   | –                      | –                     | 1                               | –                     | 8                | –                    | 10                     | 8                    | –                      | –                    | 3                      | –                | 91                  |                  |
| Ukraine                                           | 10                                              | 3                    | 2                      | 6                      | 10                | –                | –                    | 3                      | 6                    | 2                 | 2                 | 6                               | 10                    | 7                    |                       | 2                    | –                      | 6                    | 10                     | –                   | 4                   | 3                    | 5                                | 8                    | –                      | 6                   | 2                      | 5                     | –                               | 3                     | –                | –                    | –                      | –                    | 3                      | 10                   | 8                      | 4                | 146                 |                  |
| Finlande                                          | –                                               | 7                    | 10                     | 10                     | 8                 | –                | 10                   | 10                     | 7                    | –                 | 7                 | 12                              | 8                     | 6                    | 6                     |                      | 6                      | 10                   | 8                      | 12                  | 12                  | 8                    | 12                               | 5                    | 10                     | 8                   | 10                     | 8                     | 8                               | 10                    | 5                | 12                   | 5                      | 12                   | 10                     | 5                    | 7                      | 8                | 292                 |                  |
| Pays-Bas                                          | 4                                               | –                    | –                      | 2                      | –                 | 2                | 4                    | –                      | 3                    | –                 | –                 | –                               | –                     | 5                    | –                     | –                    |                        | 1                    | –                      | –                   | –                   | –                    | 1                                | –                    | –                      | –                   | –                      | –                     | –                               | –                     | –                | –                    | –                      | –                    | –                      | –                    | –                      | –                | 22                  |                  |
| Lituanie                                          | –                                               | 6                    | 6                      | 5                      | 6                 | –                | 7                    | 12                     | 4                    | 4                 | 4                 | 10                              | 4                     | 2                    | 5                     | 8                    | 5                      |                      | 5                      | 4                   | 8                   | 2                    | 8                                | 3                    | 4                      | 10                  | 5                      | 3                     | 5                               | –                     | –                | 10                   | –                      | 1                    | –                      | 6                    | –                      | 1                | 163                 |                  |
| Portugal                                          | –                                               | –                    | –                      | 12                     | –                 | –                | –                    | –                      | –                    | –                 | –                 | –                               | –                     | –                    | –                     | –                    | –                      | –                    |                        | –                   | –                   | –                    | –                                | –                    | –                      | –                   | –                      | –                     | –                               | –                     | 7                | –                    | 7                      | –                    | –                      | –                    | –                      | –                | 26                  |                  |
| Suède                                             | 6                                               | 4                    | 7                      | 8                      | 5                 | 5                | 5                    | 8                      | 2                    | 8                 | 1                 | 7                               | 3                     | –                    | 4                     | 10                   | 4                      | 5                    | 12                     |                     | 7                   | 6                    | 10                               | 6                    | 12                     | 5                   | 4                      | 4                     | 10                              | 12                    | 4                | 6                    | –                      | 4                    | 7                      | 7                    | 6                      | –                | 214                 |                  |
| Estonie                                           | –                                               | –                    | –                      | –                      | –                 | –                | –                    | 1                      | –                    | 5                 | –                 | –                               | –                     | –                    | –                     | 5                    | –                      | –                    | –                      | 8                   |                     | –                    | –                                | –                    | 2                      | 7                   | –                      | –                     | –                               | –                     | –                | –                    | –                      | –                    | –                      | –                    | –                      | –                | 28                  |                  |
| Bosnie-Herzégovine                                | 5                                               | 10                   | 12                     | 1                      | 3                 | 10               | 6                    | 6                      | 5                    | 12                | 10                | 5                               | 7                     | 12                   | 8                     | 12                   | 8                      | 3                    | 6                      | 10                  | 1                   |                      | 7                                | 12                   | 8                      | 2                   | 12                     | 12                    | 12                              | 2                     | 12               | 4                    | 6                      | 10                   | 1                      | 8                    | 1                      | 6                | 267                 |                  |
| Islande                                           | –                                               | –                    | –                      | –                      | –                 | –                | –                    | 2                      | –                    | 1                 | –                 | –                               | –                     | –                    | –                     | 7                    | –                      | 7                    | 3                      | 6                   | 5                   | 1                    |                                  | –                    | 7                      | 1                   | 1                      | 2                     | 7                               | –                     | –                | 5                    | 1                      | –                    | 6                      | –                    | –                      | –                | 62                  |                  |
| Le tableau suit l'ordre de passage des candidats. |                                                 |                      |                        |                        |                   |                  |                      |                        |                      |                   |                   |                                 |                       |                      |                       |                      |                        |                      |                        |                     |                     |                      |                                  |                      |                        |                     |                        |                       |                                 |                       |                  |                      |                        |                      |                        |                      |                        |                  |                     |                  |

### Finale
| Méthode de vote : - 100 % télévote - 100 % jury | Méthode de vote : - 100 % télévote - 100 % jury   | Points attribués       | Points attribués  | Points attribués       | Points attribués    | Points attribués       | Points attribués    | Points attribués    | Points attribués       | Points attribués       | Points attribués      | Points attribués                | Points attribués      | Points attribués     | Points attribués     | Points attribués | Points attribués       | Points attribués  | Points attribués     | Points attribués     | Points attribués     | Points attribués     | Points attribués      | Points attribués       | Points attribués     | Points attribués     | Points attribués | Points attribués       | Points attribués     | Points attribués       | Points attribués                 | Points attribués     | Points attribués  | Points attribués | Points attribués     | Points attribués    | Points attribués       | Points attribués                | Points attribués      | Points attribués | Points attribués |
| ----------------------------------------------- | ------------------------------------------------- | ---------------------- | ----------------- | ---------------------- | ------------------- | ---------------------- | ------------------- | ------------------- | ---------------------- | ---------------------- | --------------------- | ------------------------------- | --------------------- | -------------------- | -------------------- | ---------------- | ---------------------- | ----------------- | -------------------- | -------------------- | -------------------- | -------------------- | --------------------- | ---------------------- | -------------------- | -------------------- | ---------------- | ---------------------- | -------------------- | ---------------------- | -------------------------------- | -------------------- | ----------------- | ---------------- | -------------------- | ------------------- | ---------------------- | ------------------------------- | --------------------- | ---------------- | ---------------- |
| Méthode de vote : - 100 % télévote - 100 % jury | Méthode de vote : - 100 % télévote - 100 % jury   | Drapeau de la Slovénie | Drapeau d'Andorre | Drapeau de la Roumanie | Drapeau du Danemark | Drapeau de la Lettonie | Drapeau du Portugal | Drapeau de la Suède | Drapeau de la Finlande | Drapeau de la Belgique | Drapeau de la Croatie | Drapeau de Serbie-et-Monténégro | Drapeau de la Norvège | Drapeau de l'Estonie | Drapeau de l'Irlande | Drapeau de Malte | Drapeau de la Lituanie | Drapeau de Chypre | Drapeau des Pays-Bas | Drapeau de la Suisse | Drapeau de l'Ukraine | Drapeau de la Russie | Drapeau de la Pologne | Drapeau du Royaume-Uni | Drapeau de l'Arménie | Drapeau de la France |                  | Drapeau de l'Allemagne | Drapeau de l'Espagne | Drapeau de la Moldavie | Drapeau de la Bosnie-Herzégovine | Drapeau de l'Islande | Drapeau de Monaco | Drapeau d’Israël | Drapeau de l'Albanie | Drapeau de la Grèce | Drapeau de la Bulgarie | Drapeau de la Macédoine du Nord | Drapeau de la Turquie | Total            |                  |
| Pays                                            | Suisse                                            | –                      | –                 | –                      | –                   | –                      | 1                   | –                   | –                      | –                      | –                     | –                               | –                     | –                    | –                    | 12               | –                      | 3                 | –                    |                      | –                    | –                    | –                     | –                      | –                    | –                    | –                | –                      | –                    | –                      | 4                                | –                    | 6                 | 4                | –                    | –                   | –                      | –                               | –                     | 30               |                  |
| Pays                                            | Moldavie                                          | –                      | -                 | 12                     | –                   | –                      | 3                   | –                   | –                      | –                      | –                     | –                               | –                     | –                    | –                    | –                | –                      | –                 | –                    | –                    | –                    | 3                    | –                     | –                      | –                    | –                    | –                | –                      | 2                    |                        | –                                | –                    | –                 | –                | –                    | 1                   | –                      | –                               | 1                     | 22               |                  |
| Pays                                            | Israël                                            | –                      | –                 | –                      | –                   | –                      | –                   | –                   | –                      | –                      | –                     | –                               | –                     | –                    | –                    | –                | –                      | –                 | –                    | –                    | –                    | –                    | –                     | –                      | -                    | 4                    | –                | –                      | –                    | –                      | –                                | –                    | –                 |                  | –                    | –                   | –                      | –                               | –                     | 4                |                  |
| Pays                                            | Lettonie                                          | –                      | –                 | –                      | –                   |                        | –                   | –                   | –                      | –                      | –                     | –                               | –                     | 3                    | 4                    | –                | 8                      | –                 | –                    | –                    | 4                    | 1                    | –                     | 2                      | –                    | –                    | –                | –                      | –                    | –                      | –                                | –                    | 8                 | –                | –                    | –                   | –                      | –                               | –                     | 30               |                  |
| Pays                                            | Norvège                                           | –                      | –                 | –                      | 1                   | 6                      | –                   | 2                   | 5                      | –                      | –                     | –                               |                       | –                    | –                    | –                | –                      | –                 | –                    | –                    | 3                    | 7                    | –                     | –                      | 1                    | –                    | 1                | –                      | –                    | 3                      | –                                | 4                    | 1                 | –                | –                    | 2                   | –                      | –                               | –                     | 36               |                  |
| Pays                                            | Espagne                                           | –                      | 12                | –                      | –                   | –                      | –                   | –                   | –                      | –                      | –                     | –                               | –                     | –                    | –                    | –                | –                      | –                 | –                    | –                    | –                    | –                    | –                     | –                      | –                    | –                    | –                | –                      |                      | –                      | –                                | –                    | –                 | –                | 6                    | –                   | –                      | –                               | –                     | 18               |                  |
| Pays                                            | Malte                                             | –                      | –                 | –                      | –                   | –                      | –                   | –                   | –                      | –                      | –                     | –                               | –                     | –                    | –                    |                  | –                      | –                 | –                    | –                    | –                    | –                    | –                     | –                      | –                    | –                    | –                | –                      | –                    | –                      | –                                | –                    | –                 | –                | 1                    | –                   | –                      | –                               | –                     | 1                |                  |
| Pays                                            | Allemagne                                         | –                      | –                 | –                      | 3                   | 3                      | –                   | –                   | –                      | 1                      | –                     | –                               | 1                     | –                    | 3                    | –                | –                      | –                 | 3                    | 7                    | –                    | –                    | –                     | 5                      | –                    | –                    | –                |                        | 5                    | –                      | –                                | –                    | –                 | –                | 5                    | –                   | –                      | –                               | –                     | 36               |                  |
| Pays                                            | Danemark                                          | –                      | –                 | –                      |                     | –                      | –                   | 8                   | 3                      | –                      | –                     | –                               | 6                     | 1                    | –                    | –                | –                      | –                 | –                    | –                    | –                    | –                    | –                     | –                      | –                    | –                    | –                | –                      | –                    | –                      | –                                | 8                    | –                 | –                | –                    | –                   | –                      | –                               | –                     | 26               |                  |
| Pays                                            | Russie                                            | 4                      | 6                 | 8                      | 2                   | 12                     | 7                   | 7                   | 12                     | 3                      | 7                     | 5                               | 3                     | 10                   | 5                    | 5                | 12                     | 8                 | 2                    | –                    | 12                   |                      | 10                    | 1                      | 12                   | 2                    | 12               | 6                      | 7                    | 10                     | 6                                | 5                    | –                 | 12               | 4                    | 8                   | 10                     | 8                               | 5                     | 248              |                  |
| Pays                                            | Macédoine                                         | 6                      | –                 | –                      | –                   | –                      | –                   | –                   | –                      | –                      | 8                     | 8                               | –                     | –                    | –                    | –                | –                      | –                 | –                    | 4                    | –                    | –                    | –                     | –                      | 7                    | –                    | –                | –                      | –                    | –                      | 8                                | –                    | –                 | –                | 3                    | –                   | 6                      |                                 | 6                     | 56               |                  |
| Pays                                            | Roumanie                                          | 5                      | 3                 |                        | 6                   | 2                      | 10                  | 6                   | 6                      | 2                      | 5                     | 4                               | 4                     | 4                    | 6                    | 10               | 1                      | 10                | –                    | 1                    | 1                    | 4                    | 3                     | 6                      | 4                    | 7                    | 3                | 5                      | 12                   | 12                     | 2                                | 2                    | –                 | 10               | 2                    | 7                   | 2                      | 2                               | 3                     | 172              |                  |
| Pays                                            | Bosnie-Herzégovine                                | 12                     | –                 | 7                      | 8                   | –                      | 2                   | 10                  | 10                     | 6                      | 12                    | 12                              | 8                     | –                    | 2                    | –                | 4                      | 2                 | 8                    | 12                   | 10                   | 6                    | 4                     | –                      | 5                    | 6                    | 4                | 7                      | 1                    | 5                      |                                  | 3                    | 12                | 2                | 12                   | 6                   | 7                      | 12                              | 12                    | 229              |                  |
| Pays                                            | Lituanie                                          | 3                      | 7                 | –                      | 7                   | 10                     | 4                   | 3                   | 8                      | 4                      | 6                     | 3                               | 5                     | 8                    | 12                   | 1                |                        | 4                 | 6                    | –                    | 5                    | 5                    | 8                     | 10                     | –                    | –                    | 6                | 1                      | 4                    | 4                      | –                                | 10                   | 7                 | 3                | –                    | 4                   | 1                      | 3                               | –                     | 162              |                  |
| Pays                                            | Royaume-Uni                                       | –                      | 2                 | –                      | 4                   | 1                      | –                   | –                   | –                      | –                      | 1                     | –                               | 2                     | 2                    | 8                    | 3                | –                      | 1                 | –                    | –                    | –                    | –                    | 1                     |                        | –                    | –                    | –                | –                      | –                    | –                      | –                                | –                    | –                 | –                | –                    | –                   | –                      | –                               | –                     | 25               |                  |
| Pays                                            | Grèce                                             | –                      | 1                 | 10                     | –                   | –                      | –                   | 4                   | 1                      | 10                     | –                     | 6                               | –                     | –                    | –                    | 8                | 3                      | 12                | 5                    | 5                    | –                    | –                    | –                     | 7                      | 8                    | 5                    | 2                | 8                      | –                    | 1                      | 1                                | –                    | –                 | –                | 8                    |                     | 12                     | 7                               | 4                     | 128              |                  |
| Pays                                            | Finlande                                          | 8                      | 10                | 4                      | 12                  | 8                      | 6                   | 12                  |                        | 8                      | 10                    | 7                               | 12                    | 12                   | 10                   | 7                | 10                     | 5                 | 7                    | 8                    | 7                    | 8                    | 12                    | 12                     | –                    | 8                    | 7                | 10                     | 10                   | 6                      | 7                                | 12                   | –                 | 7                | –                    | 12                  | 5                      | 6                               | 7                     | 292              |                  |
| Pays                                            | Ukraine                                           | 2                      | 5                 | 3                      | –                   | 5                      | 12                  | 1                   | 2                      | –                      | 4                     | 2                               | –                     | 5                    | 1                    | 2                | 7                      | 6                 | 1                    | –                    |                      | 10                   | 6                     | –                      | 10                   | –                    | 10               | –                      | 3                    | 8                      | 5                                | 6                    | 2                 | 6                | –                    | 5                   | 3                      | 5                               | 8                     | 145              |                  |
| Pays                                            | France                                            | –                      | –                 | –                      | –                   | –                      | –                   | –                   | –                      | –                      | –                     | –                               | –                     | –                    | –                    | –                | –                      | –                 | –                    | –                    | –                    | –                    | –                     | –                      | 2                    |                      | –                | –                      | –                    | –                      | –                                | –                    | 3                 | –                | –                    | –                   | –                      | –                               | –                     | 5                |                  |
| Pays                                            | Croatie                                           | 10                     | –                 | –                      | –                   | –                      | –                   | –                   | –                      | –                      |                       | 10                              | –                     | –                    | –                    | –                | –                      | –                 | –                    | 6                    | –                    | –                    | –                     | –                      | –                    | –                    | –                | 2                      | –                    | –                      | 12                               | –                    | 4                 | –                | –                    | –                   | –                      | 10                              | 2                     | 56               |                  |
| Pays                                            | Irlande                                           | 1                      | 4                 | 2                      | 5                   | 4                      | 5                   | 5                   | 4                      | –                      | 2                     | –                               | 7                     | 6                    |                      | 4                | 6                      | –                 | 4                    | 3                    | 2                    | –                    | 2                     | 8                      | 3                    | 1                    | –                | 4                      | –                    | –                      | –                                | 1                    | 10                | –                | –                    | –                   | –                      | –                               | –                     | 93               |                  |
| Pays                                            | Suède                                             | 7                      | 8                 | 5                      | 10                  | 7                      | 8                   |                     | 7                      | 5                      | 3                     | 1                               | 10                    | 7                    | 7                    | 6                | 5                      | –                 | –                    | 2                    | 6                    | 2                    | 7                     | 4                      | 6                    | 3                    | 5                | –                      | 6                    | 2                      | 3                                | 7                    | 5                 | 5                | 10                   | –                   | –                      | 1                               | –                     | 170              |                  |
| Pays                                            | Turquie                                           | –                      | –                 | 6                      | –                   | –                      | –                   | –                   | –                      | 7                      | –                     | –                               | –                     | –                    | –                    | –                | –                      | –                 | 12                   | 10                   | –                    | –                    | –                     | 3                      | –                    | 12                   | –                | 12                     | –                    | –                      | 10                               | –                    | –                 | 1                | 7                    | 3                   | 4                      | 4                               |                       | 91               |                  |
| Pays                                            | Arménie                                           | –                      | –                 | 1                      | –                   | –                      | –                   | –                   | –                      | 12                     | –                     | –                               | –                     | –                    | –                    | –                | 2                      | 7                 | 10                   | –                    | 8                    | 12                   | 5                     | –                      |                      | 10                   | 8                | 3                      | 8                    | 7                      | –                                | –                    | –                 | 8                | –                    | 10                  | 8                      | –                               | 10                    | 129              |                  |
| Pays                                            | Le tableau suit l'ordre de passage des candidats. |                        |                   |                        |                     |                        |                     |                     |                        |                        |                       |                                 |                       |                      |                      |                  |                        |                   |                      |                      |                      |                      |                       |                        |                      |                      |                  |                        |                      |                        |                                  |                      |                   |                  |                      |                     |                        |                                 |                       |                  |                  |

## Prix Marcel-Bezençon
| Catégorie                                   | Pays               | Artiste(s)     | Chanson              | Place | Points |
| ------------------------------------------- | ------------------ | -------------- | -------------------- | ----- | ------ |
| Prix de la meilleure performance artistique | Suède              | Carola         | Invincible           | 5     | 170    |
| Prix de la presse                           | Finlande           | Lordi          | Hard Rock Hallelujah | 1     | 292    |
| Prix de la meilleure composition            | Bosnie-Herzégovine | Hari Mata Hari | Lejla                | 3     | 229    |

## Télédiffuseurs
| Ordre | Pays                 | Télédiffuseur(s)        | Commentateur(s)                                          | Porte-parole                   |
| ----- | -------------------- | ----------------------- | -------------------------------------------------------- | ------------------------------ |
| 34    | Albanie              | RTSH                    | ?                                                        | Leon Menkshi                   |
| 27    | Allemagne            | Das Erste               | Peter Urban                                              | Thomas Hermanns                |
| 27    | Allemagne            | Deutschlandfunk         | Thomas Mohr                                              | Thomas Hermanns                |
| 02    | Andorre              | RTVA                    | Meri Picart & Josep Lluís Trabal                         | Xavi Palma                     |
| 24    | Arménie              | Arménie 1               | Gohar Gasparyan & Phelix Khachatryan                     | Gohar Gasparyan                |
| 09    | Belgique             | La Une                  | Jean-Pierre Hautier                                      | Yasmine                        |
| 09    | Belgique             | La Première             |                                                          | Yasmine                        |
| 09    | Belgique             | Één                     | André Vermeulen & Bart Peeters                           | Yasmine                        |
| 09    | Belgique             | Radio 2                 | Sven Pichal & Michel Follet                              | Yasmine                        |
| 26    | Biélorussie          | BTRC                    | Denis Kurian                                             | Corrianna                      |
| 30    | Bosnie-Herzégovine   | BHT1                    | Dejan Kukric                                             | Vesna Andree -Zaimović         |
| 36    | Bulgarie             | BNT                     | Elena Rosberg & Georgi Kushvaliev                        | Dragomir Simeonov              |
| 17    | Chypre               | RIK 1                   | Evi Papamichail, Pampina Themistokleous & Vasso Komninou | Constantínos Christofórou      |
| 10    | Croatie              | HRT                     | Duško Čurlić                                             | Mila Horvat                    |
| 04    | Danemark             | DR1                     | Mads Vangsø & Adam Duvå Hall                             | Jørgen de Mylius               |
| 28    | Espagne              | TVE1                    | Beatriz Pécker                                           | Sonia Ferrer                   |
| 13    | Estonie              | ETV                     | Marko Reikop                                             | Evelin Samuel                  |
| 08    | Finlande             | YLE TV2                 | Jaana Pelkonen, Heikki Paasonen & Asko Murtomäki         | Nina Tapio                     |
| 08    | Finlande             | YLE Radio Suomi         | Sanna Kojo & Jorma Hietamäki                             | Nina Tapio                     |
| 25    | France               | France 4 (Demi-finale)  | Peggy Olmi & Éric Jean-Jean                              | Sophie Jovillard               |
| 25    | France               | France 3 (Finale)       | Michel Drucker & Claudy Siar                             | Sophie Jovillard               |
| 35    | Grèce                | ET1                     | Giorgos Kapoutzidis & Zeta Makrypoulia                   | Alexis Kostalas                |
| 14    | Irlande              | RTÉ One                 | Marty Whelan                                             | Eimear Quinn                   |
| 14    | Irlande              | RTÉ Radio 1             | Larry Gogan                                              | Eimear Quinn                   |
| 31    | Islande              | Sjónvarpið              | Sigmar Guðmundsson                                       | Ragnhildur Steinunn Jónsdóttir |
| 33    | Israël               | Aroutz 1                | pas de commentateur                                      | Dana Herman                    |
| 05    | Lettonie             | LTV                     | Kārlis Streips                                           | Mārtiņš Freimanis              |
| 16    | Lituanie             | LRT                     | Darius Užkuraitis                                        | Lavija Šurnaitė                |
| 37    | Macédoine            | MRT                     | Karolina Petkovska                                       | Martin Vučić                   |
| 15    | Malte                | PBS                     | Eileen Montesin                                          | Moira Delia                    |
| 29    | Moldavie             | TRM                     | ?                                                        | Svetlana Cocoş                 |
| 32    | Monaco               | TMC                     | Bernard Montiel & Églantine Éméyé                        | Églantine Éméyé                |
| 12    | Norvège              | NRK1                    | Jostein Pedersen                                         | Ingvild Helljesen              |
| 18    | Pays-Bas             | Nederland 2             | Paul de Leeuw & Cornald Maas                             | Paul de Leeuw                  |
| 18    | Pays-Bas             | Radio 2                 | Ron Stoeltie                                             | Paul de Leeuw                  |
| 22    | Pologne              | TVP 1                   | Artur Orzech                                             | Maciej Orłoś                   |
| 06    | Portugal             | RTP1                    | Eládio Climaco                                           | Cristina Alves                 |
| 03    | Roumanie             | TVR1                    | Andreea Demirgian                                        | Andreea Marin Bănică           |
| 23    | Royaume-Uni          | BBC Three (Demi-finale) | Paddy O’Connell                                          | Fearne Cotton                  |
| 23    | Royaume-Uni          | BBC One (Finale)        | Terry Wogan                                              | Fearne Cotton                  |
| 23    | Royaume-Uni          | BBC Radio 2             | Ken Bruce                                                | Fearne Cotton                  |
| 21    | Russie               | Perviy Kanal            | Yuri Aksyuta & Tatiana Godunova                          | Yana Churikova                 |
| 11    | Serbie-et-Monténégro | RTS2                    | Duška Vučinić-Lučić & Mladen Popović                     | Jovana Janković                |
| 11    | Serbie-et-Monténégro | TVCG2                   | Dražen Bauković & Tamara Ivanković                       | Jovana Janković                |
| 01    | Slovénie             | SLO1                    | Mojca Mavec                                              | Peter Poles                    |
| 07    | Suède                | SVT1                    | Pekka Heino                                              | Jovan Radomir                  |
| 07    | Suède                | SR P3                   | Carolina Norén                                           | Jovan Radomir                  |
| 19    | Suisse               | TSR 1                   | Jean-Marc Richard & Alain Morisod                        | Jubaira Bachmann               |
| 19    | Suisse               | SF Zwei                 | Sandra Studer                                            | Jubaira Bachmann               |
| 19    | Suisse               | TSI 2                   | Sandy Altermatt & Claudio Lazzarino                      | Jubaira Bachmann               |
| 38    | Turquie              | TRT 1                   | Bülend Özveren                                           | Meltem Ersan Yazgan            |
| 20    | Ukraine              | NTU                     | Pavlo Shylko                                             | Igor Posypaiko                 |
| 20    | Ukraine              | NRU                     | Olena Zelinchenko                                        | Igor Posypaiko                 |